# علف سربی (سرده)
علف سربی، علف دندان (نام علمی: Plumbago) نام یک سرده از تیره بهمنیان است.
علف سربی گیاهی چند ساله، علفی، گاهی در قاعده چوبی، کرک‌دار و به ارتفاع ۶۰ تا ۱۰۰ سانتی‌متر است. برگ‌ها به شکل بیضی کشیده یا نیزه‌ای تا خطی، در حاشیه دندانه‌دار، بدون دمبرگ به طول تا ۷۰ میلی‌متر هستند. گل‌ها به صورت آذین و سنبله‌ای متراکم ظاهر می‌شوند.
از اواسط تابستان تا اوایل پاییز گل می‌دهد. در نواحی معتدل و خزری یا نیمه بیابانی کوهپایه‌ای، دامنه‌ای و ارتفاعات نیمۀ شمالی و غربی ایران و در ارتفاع بین ۴۰۰ تا ۳٬۰۰۰ متری می‌روید.